# 懷風藻
《懷風藻》，日本現存最古老漢詩選集。

## 编撰背景
《怀风藻》编辑时，日本正处在全面模仿中國的时期，政治上实行律令制，文化上大规模创作汉诗。根据《怀风藻》的序言，由于近江朝（因飛鳥時代天智天皇定都近江国，故称近江朝）政治安定，民生平和，促进了诗文创作的发展。

## 編者
《懷風藻》於751年（天平勝寶三年）編纂完成，編者不詳。有指編者是大友皇子的曾孫淡海三船，理由是詩集的「詩人略傳」中編者對近江朝有著同情筆調。然而也有謂編者是葛井廣成、藤原刷雄或石上宅嗣等，至今未有定論。

## 內容簡介
首部日本人以明確的文學意圖創作的漢文作品。詩集名為《懷風藻》，其序文写道：“余撰此文意者、為将不忘先哲遺風、故以懐風名之云爾“。意即「緬懷先哲遺風」。「藻」字則可能典出陸機《文賦》：「藻，水草之有文者，故以喻文焉」。

全詩集收錄64位作者共120首作品。作者都是當時的皇族顯貴，例如文武天皇、大友皇子、川島皇子、大津皇子和其他官吏、儒生、僧侶等（其中18人兼為《萬葉集》收錄的和歌作者）。詩歌以五言八句為主，內容方面包括侍宴從駕、宴遊、述懷、詠物等，借用儒道老莊典故，文風浮華，講求對仗，似是深受中國六朝文學影響。
《懷風藻》的出現，象徵自奈良時代起日本文壇對漢文學的重視。而且值得注意的是，當中的詩歌有很多是宮廷詩宴這種官式場合的酬唱，這也反映當時尊尚漢風文化的潮流。

### 書籍
1. 葉渭渠（2005）。《日本文化史》，桂林：廣西師範大學出版社，頁71-73。 ISBN 7563338797

### 網頁
1. 《奈良文化～日本通史㈤》
2. <日本的漢詩> （页面存档备份，存于），《新民晚報》，轉載於《北京星輝翻譯中心》網頁。
3. 宿久高、尹允镇。<《懷風藻》與中國古典文學的關聯>，《日語學習與研究》，2005年03期。

## 外部連結
- 《懷風藻》 （页面存档备份，存于）